# Jean-Claude Romera
Pour les articles homonymes, voir Romera.
 (janvier 2019).
Si vous disposez d'ouvrages ou d'articles de référence ou si vous connaissez des sites web de qualité traitant du thème abordé ici, merci de compléter l'article en donnant les références utiles à sa vérifiabilité et en les liant à la section « Notes et références ».
Jean-Claude Romera est un écrivain français, conférencier, président du jury du prix littéraire de la francophonie, sociétaire de la Société des Gens de Lettres, membre de l'académie Arts-Sciences-Lettres, et titulaire des palmes académiques. Dans ses ouvrages il a traité des thèmes aussi dissemblables que : Humour, histoire, psychologie, existentialisme, polars, romans, jeunesse, patrimoine, biographie. Il est qualifié d’écrivain éclectique.

## Publications
- L'ire Des Délires. Éditions Les Presses du Midi, 2007  (ISBN 978-2878677904).
- Le Fol Humour de mes Folles Pensées. Éditions Les Presses du Midi, 2008  (ISBN 978-2878679571).
- Lavoirs, Onde(s) de Femmes. Éditions Les Presses du Midi, 2008  (ISBN 978-2812700026).
- La Prodigieuse Faculté de la Mort. Éditions Les Presses du midi, 2009  (ISBN 978-2812701108).
- La Neige Était Tiède. Éditions Les Presses du midi, 2011  (ISBN 978-2812702419).
- La Cougar Chassait Le Slip Léopard. Éditions Les Presses Du Midi, 2012  (ISBN 978-2-8127-0371-3).
- La mauvaise Intention. Éditions Les Presses Du Midi, 2013  (ISBN 978-2-8127-0527-4).
- L’Éperdue. Éditions Les Presses Du Midi, 2014  (ISBN 978 2812 705632)
- Seuls Les Chanceux Vieillissent. Éditions Les Presses Du Midi.  (ISBN 978-2-8127-0721-6)
- Banzaï, sous titré Je n'aboie pas, je te raconte (livre destiné à la jeunesse), Éditions Les Presses Du Midi  (ISBN 978-2-8127-0817-6)
- La trajectoire du drame. Émergence édition  (ISBN 978-2-8127-1289-0)
- Le cimetière Saint-Pierre de Marseille, L'enclos des âmes. Éditions un Autre Reg'Art  (ISBN 979-10-90894-99-0)
- Sous l'Emprise de l'Adrénaline. Éditions Les Presses Du Midi  (ISBN 978-2-8127-1147-3)
- Marseille. Sculptures, statues et autres splendeurs. Volume 1. Éditions un Autre Reg'Art.  (ISBN 9-782900-803172)
- Le sable poudrait l'horizon. Éditions Les Presses Du Midi.  (ISBN 978-2-8127-1273-9)
- Le cercle des polardeux Marseillais saison 1 (nouvelles). Éditions Melmac Cat.  (ISBN 9782492759086)
- Les parcs de Marseille et leurs arbres. Éditions Gaussen.  (ISBN 978-2-35698-238-4)